# Ischnothyreus yueluensis
Espèce
Synonymes
- Ischnothyreus narutomii yueluensis Yin & Wang, 1984

Ischnothyreus yueluensis est une espèce d'araignées aranéomorphes de la famille des Oonopidae.

## Distribution
Cette espèce est endémique du Hunan en Chine,.

## Étymologie
Son nom d'espèce, composé de yuelu et du suffixe latin -ensis, « qui vit dans, qui habite », lui a été donné en référence au lieu de sa découverte, le district de Yuelu.

## Publication originale
- Yin & Wang, 1984 : On some Oonopidae from southern China (Araneae). Journal of the Hunan Teachers College (Natural Science Edition) vol. 1984, no 3, p. 51-59.